# Gretton, Gloucestershire
Gretton är en civil parish i Storbritannien.   Den ligger i grevskapet Gloucestershire och riksdelen England, i den södra delen av landet, 140 km väster om huvudstaden London.